# Darío Lezcano
Darío Lezcano Mendoza (Asunción, 30 de junio de 1990) es un futbolista paraguayo que se desempeña como delantero en Tembetary de la Primera División de Paraguay. 

## Trayectoria

### Inicios
Mientras se encontraba en el FC Wil estuvo a prueba un tiempo en el club alemán Schalke 04 donde trató de impresionar al técnico Félix Magath. Si bien recibió buenas críticas, por diversos motivos, su futuro siguió en Suiza.
Durante el periodo de invierno europeo del 2011, en la Superliga de Suiza Lezcano fue transferido del FC Wil al FC Thun. Marcó su primer gol con el club durante su primera aparición el 6 de febrero de 2011 en la derrota por 3-2 en casa ante el FC Basel.

### FC Luzern
Ya en 2012, durante las vacaciones de invierno de la temporada de la Superliga de Suiza, fue transferido al FC Luzern. Jugó su debut en el equipo el 19 de febrero de 2012 en el empate sin goles contra el Lausanne-Sport. En su segundo partido, el 25 de febrero, marcó sus dos primeros goles con su nuevo club en la victoria por 2-0 en casa contra el BSC Young Boys.
Mientras jugaba para el FC Luzern, fue suspendido ocho partidos por agredir al árbitro Fedayi San, que le mostró la segunda tarjeta amarilla. Luego, el jugador empujó el pecho del árbitro y le quitó la tarjeta roja de la mano. Al imponer la prohibición, la liga sacó en un comunicado que "el respeto por los árbitros es una parte fundamental del juego".

### Ingolstadt
En el club alemán es donde más destacó , durante su estancia le marcó un doblete al Borussia Dortmund y también logró anotarle un gol al Bayern Múnich. El año 2017 sufrió el descenso a la 2. Bundesliga. La temporada 2018/19 fue una de las mejores de su carrera marcando 11 goles y 2 asistencias en 31 partidos incluyendo la promoción por no descender a la 3. Bundesliga que aún con dos goles del paraguayo, terminó derrotado. Tras esta abrupta bajada desde la primera división de Alemania, decidió volver a América.

### Juárez
Para el apertura de 2019 en la Liga MX se hacía oficial la incorporación del delantero paraguayo, las cifras en las que rondó la transferencia serían de tres millones de dólares por el 70% del pase del jugador. Si bien el conjunto mexicano no era de los más populares de la región, optó por esta oportunidad al ver la gran cantidad de compatriotas que habían triunfado en esta liga, y el club sería un buen trampolín para llegar a un grande del continente, como el mismo lo señaló en su momento: "La familia también fue un factor, pero sé que paraguayos han hecho una buena carrera. Me animé por venir también por un campeonato competitivo. Siempre es importante mostrarnos, hacer bien las cosas, a nosotros nos favorece que nos vean en Estados Unidos".
El año 2021 sufrió una rotura del tendón de Aquiles que lo dejó sin pisar el césped alrededor de un año, y se perdió lo que restaba del Clausura, en ese momento el Juárez no se encontraba en un muy buen momento y la baja de su goleador dejó con más problemas de los que tenía al Tuca Ferretti, que tuvo que modificar al equipo y buscar reemplazos con Fabián Castillo y Gabriel Fernández.
Durante la primera semana del 2023, se vio involucrado en un confuso accidente automovilístico, que dejó a una persona lesionada del vehículo al cual embistió. Esto le negó la posibilidad al goleador de debutar en la primera fecha del Clausura 2023, tendría que esperar hasta la siguiente jornada de la Liga MX donde convertiría un doblete.

### Colo Colo
El día 28 de enero de 2023, luego de la derrota del Juárez contra el Chivas el director técnico Hernán Cristante en conferencia de prensa confirmó la salida del jugador luego de no ir citado ese día para el encuentro, pues como lo señaló el entrenador, él ya tenía todo preparado para su arribo al Colo-Colo de la Primera División de Chile.
Uno de los motivos que atrajo al delantero paraguayo hacia Sudamérica sería la oportunidad de jugar la Copa Libertadores de América, dónde el club chileno está clasificado para fase de grupos. Además el actual director técnico del club Gustavo Quinteros mientras dirigía al cuadro de Universidad Católica durante la temporada 2019 sondeó el nombre del delantero paraguayo para reforzar el ataque cruzado en ese entonces.
El día 13 de febrero debutaría, ingresando en el segundo tiempo, dónde anotaría el gol del triunfo de Colo-Colo sobre Ñublense. Fechas después, nuevamente llegó a las redes, marcando un gol en la derrota ante Coquimbo Unido. Después, perdió minutos en desmedro de Damián Pizarro, inclusive rumoreándose su salida del conjunto chileno, además de recibir críticas por parte de Quinteros. Pese a esto, se rechazó una oferta presentada por el Emelec ecuatoriano que se llevaría cedido al delantero.

## Selección nacional
Ha sido internacional con la selección de fútbol de Paraguay Sub-17 en el Campeonato Sudamericano Sub-17 de 2007. Jugó entre los años 2006 y 2007 con la selección paraguaya sub-17 un total de 15 partidos, marcando 5 goles. 
Debutó de manera oficial en la selección absoluta, siendo la sorpresa en la lista de convocados de Ramón Díaz en el segundo combo, ante Argentina por las Eliminatorias al Mundial de Rusia 2018 el 13 de octubre de 2015, donde hizo una buena labor para así ser considerado en los próximos partidos de Eliminatorias. Posteriormente convierte un doblete contra Ecuador y otro gol más contra Brasil, cerrando el tercer combo de la mejor manera en lo personal. Con el cambio de técnico, tuvo menos posibilidades y el 29 de marzo de 2017 anunció a medios radiales del Paraguay, que renunciaba a la Selección mientras siga como D.T. Francisco Arce. Para reflotar su carrera, su agente hizo gestiones para que vuelva a la selección. El año 2019 tuvo su reencuentro con la selección de su país para unos amistosos contra los países de Serbia y Eslovaquia.
Tras aquel altercado, ha sido enfático en que se tergiversó su comunicado y siempre estaría dispuesto a defender los colores de su selección. Durante una gira por México el año 2020 el seleccionador Eduardo Berizzo tuvo una reunión con el delantero para ver su disposición de participar nuevamente de manera oficial por la Selección Paraguaya de Fútbol de cara a la Copa América 2021 y las eliminatorias para el Mundial de Catar 2022, si bien aún no ha vuelto a ser convocado, siempre mantiene la esperanza de volver.

## Estadísticas
| Club                   | Temporada           | Liga  | Liga  | Liga   | Copas nacionales | Copas nacionales | Copas nacionales | Torneos internacionales | Torneos internacionales | Torneos internacionales | Total | Total | Total  |
| Club                   | Temporada           | Part. | Goles | Asist. | Part.            | Goles            | Asist.           | Part.                   | Goles                   | Asist.                  | Part. | Goles | Asist. |
| ---------------------- | ------------------- | ----- | ----- | ------ | ---------------- | ---------------- | ---------------- | ----------------------- | ----------------------- | ----------------------- | ----- | ----- | ------ |
| CS Trinidense Paraguay | 2008                | 11    | 1     | 0      | —                | —                | —                | —                       | —                       | —                       | 11    | 1     | -      |
| CS Trinidense Paraguay | Total               | 11    | 1     | 0      | 0                | 0                | 0                | 0                       | 0                       | 0                       | 11    | 1     | 0      |
| FC Wil · Suiza         | 2008-09             | 26    | 5     | 0      | 3                | 1                | 0                | —                       | —                       | —                       | 29    | 6     | 0      |
| FC Wil · Suiza         | 2009-10             | 25    | 3     | 0      | 2                | 0                | 1                | —                       | —                       | —                       | 27    | 3     | 1      |
| FC Wil · Suiza         | 2010-11             | 15    | 6     | 0      | 1                | 0                | 0                | —                       | —                       | —                       | 16    | 6     | 0      |
| FC Wil · Suiza         | Total               | 66    | 14    | 0      | 6                | 1                | 1                | 0                       | 0                       | 0                       | 72    | 15    | 1      |
| FC Thun · Suiza        | 2010-11             | 17    | 3     | 4      | 1                | 0                | 0                | —                       | —                       | —                       | 18    | 3     | 4      |
| FC Thun · Suiza        | 2011-12             | 17    | 1     | 1      | 2                | 1                | 0                | 6                       | 1                       | 1                       | 25    | 3     | 2      |
| FC Thun · Suiza        | Total               | 34    | 4     | 5      | 3                | 1                | 0                | 6                       | 1                       | 1                       | 43    | 6     | 6      |
| FC Luzern · Suiza      | 2011-12             | 14    | 3     | 1      | 3                | 1                | 1                | —                       | —                       | —                       | 17    | 4     | 2      |
| FC Luzern · Suiza      | 2012-13             | 14    | 2     | 2      | 1                | 0                | 0                | 2                       | 0                       | 1                       | 17    | 2     | 3      |
| FC Luzern · Suiza      | 2013-14             | 27    | 5     | 3      | 4                | 4                | 0                | —                       | —                       | —                       | 31    | 9     | 3      |
| FC Luzern · Suiza      | 2014-15             | 33    | 12    | 2      | 3                | 3                | 0                | 2                       | 0                       | 1                       | 38    | 15    | 3      |
| FC Luzern · Suiza      | 2015-16             | 12    | 9     | 1      | 2                | 2                | 1                | —                       | —                       | —                       | 14    | 11    | 2      |
| FC Luzern · Suiza      | Total               | 100   | 31    | 9      | 13               | 10               | 2                | 4                       | 0                       | 2                       | 117   | 41    | 13     |
| Ingolstadt · Alemania  | 2015-16             | 17    | 2     | 2      | —                | —                | —                | —                       | —                       | —                       | 17    | 2     | 2      |
| Ingolstadt · Alemania  | 2016-17             | 33    | 6     | 3      | 2                | 0                | 0                | —                       | —                       | —                       | 35    | 6     | 3      |
| Ingolstadt · Alemania  | 2017-18             | 24    | 6     | 1      | 3                | 1                | 1                | —                       | —                       | —                       | 27    | 7     | 2      |
| Ingolstadt · Alemania  | 2018-19             | 31    | 11    | 3      | —                | —                | —                | —                       | —                       | —                       | 31    | 11    | 3      |
| Ingolstadt · Alemania  | Total               | 105   | 25    | 9      | 5                | 1                | 1                | 0                       | 0                       | 0                       | 110   | 26    | 10     |
| FC Juárez · México     | 2019-20             | 25    | 12    | 3      | 5                | 2                | 0                | —                       | —                       | —                       | 30    | 14    | 3      |
| FC Juárez · México     | 2020-21             | 28    | 15    | 3      | —                | —                | —                | —                       | —                       | —                       | 28    | 15    | 3      |
| FC Juárez · México     | 2021-22             | 7     | 0     | 0      | —                | —                | —                | —                       | —                       | —                       | 7     | 0     | 0      |
| FC Juárez · México     | 2022-23             | 15    | 4     | 0      | —                | —                | —                | —                       | —                       | —                       | 15    | 4     | 0      |
| FC Juárez · México     | Total               | 75    | 31    | 6      | 5                | 2                | 0                | 0                       | 0                       | 0                       | 80    | 33    | 6      |
| Colo-Colo · Chile      | 2023                | 8     | 3     | 0      | 4                | 1                | 0                | 1                       | 0                       | 0                       | 13    | 4     | 0      |
| Colo-Colo · Chile      | Total               | 8     | 3     | 0      | 4                | 1                | 0                | 1                       | 0                       | 0                       | 13    | 4     | 0      |
| Total en su carrera    | Total en su carrera | 399   | 109   | 29     | 36               | 16               | 4                | 11                      | 1                       | 3                       | 446   | 126   | 36     |
| 1.                     |                     |       |       |        |                  |                  |                  |                         |                         |                         |       |       |        |

### Goles en la selección
| Goles con la Selección de Paraguay | Goles con la Selección de Paraguay | Goles con la Selección de Paraguay | Goles con la Selección de Paraguay | Goles con la Selección de Paraguay | Goles con la Selección de Paraguay | Goles con la Selección de Paraguay | Goles con la Selección de Paraguay | Goles con la Selección de Paraguay |
| Resultados                         | Resultados                         | Resultados                         | Resultados                         | Lugar                              | Estadio                            | Fecha                              | Tipo                               | Goles                              |
| ---------------------------------- | ---------------------------------- | ---------------------------------- | ---------------------------------- | ---------------------------------- | ---------------------------------- | ---------------------------------- | ---------------------------------- | ---------------------------------- |
| Paraguay                           | 2                                  | 1                                  | Bolivia                            | Asunción                           | Estadio Defensores del Chaco       | 17 de noviembre de 2015            | Eliminatorias Sudamericanas 2018   | Anotado                            |
| Paraguay                           | 2                                  | 2                                  | Ecuador                            | Quito                              | Estadio Olímpico Atahualpa         | 24 de marzo de 2016                | Eliminatorias Sudamericanas 2018   | Anotado · Anotado                  |
| Paraguay                           | 2                                  | 2                                  | Brasil                             | Asunción                           | Estadio Defensores del Chaco       | 29 de marzo de 2016                | Eliminatorias Sudamericanas 2018   | Anotado                            |

## Palmarés

### Distinciones individuales
| Distinción                                                            | Año  |
| --------------------------------------------------------------------- | ---- |
| Top 3° Máximo goleador en la historia de FC Juárez por Transfermarket | 2020 |